# Portal Kunstgeschichte
Das Portal Kunstgeschichte ist ein im Jahr 2000 gegründetes Online-Magazin für den deutschsprachigen Raum. 

## Inhalte
Es informiert tagesaktuell mit einer wissenschaftlichen Perspektive rund um die Themen Kunst und Kunstgeschichte, wobei es sich sowohl an das universitäre Publikum der Lehrenden und Studierenden richtet, als auch an Kulturschaffende und Kunstinteressierte. Freie Mitarbeiter berichten regelmäßig über das Kunstgeschehen in Deutschland, Österreich und der Schweiz. Das Angebot der Internetseite umfasst dabei unter anderem Buchrezensionen, Ausstellungsbesprechungen, einen Veranstaltungskalender, einen Praktikums- und Stellenmarkt. Zudem erscheint 14-täglich ein kostenfreier Newsletter. 

## Betreiber
Initiator und Herausgeber des Onlinemagazins war der VDG Weimar mit Sitz in Kromsdorf. Seit 2019 wird das Magazin von einem dreiköpfigen Team aus Wien geführt. Nach eigenen Angaben hat das Portal  40.000 Einzelnutzer im Monat.